# Des clowns par milliers
Pour plus de détails, voir Fiche technique et Distribution.
Des clowns par milliers (A Thousand Clowns) est un film américain réalisé par Fred Coe, sorti en 1965.

## Synopsis
Murray, scénariste de télévision au chômage, vit à New York avec Nick, neveu que sa sœur célibataire lui a confié. L'enfant écrit une rédaction sur les chômeurs, ce qui pousse son école à prévenir les services sociaux.
Des assistants sociaux viennent chez Murray : Sandy et Albert, son supérieur et petit ami. Mais Sandy et Murray s'éprennent l'un de l'autre.

## Fiche technique
- Titre : Des clowns par milliers
- Titre original : A Thousand Clowns
- Réalisation : Fred Coe
- Scénario : Herb Gardner
- Production : Fred Coe, Herb Gardner et Ralph Rosenblum
- Société de distribution : United Artists
- Musique : Don Walker
- Photographie : Arthur J. Ornitz
- Costumes : Ruth Morley
- Montage : Ralph Rosenblum
- Pays d'origine : États-Unis
- Langue : anglais
- Format : Noir et blanc - Mono
- Genre : Comédie_dramatique
- Durée : 118 minutes
- Date de sortie : 1965

## Distribution
- Jason Robards : Murray N. Burns
- Barbara Harris : Dr Sandra « Sandy » Markowitz
- Martin Balsam : Arnold Burns
- Gene Saks : Leo Herman « Chuckles the Chipmunk »
- William Daniels : Albert Amundsen
- Philip Bruns : Jimmy Sloan, producteur au restaurant
- John McMartin : Le producteur de télévision au bureau
- Barry Gordon : Nick

## Distinctions
- Oscar du meilleur acteur dans un second rôle pour Martin Balsam